# The Big Bang Theory/Staffel 11
Die elfte Staffel der US-amerikanischen Sitcom The Big Bang Theory feierte ihre Premiere am 25. September 2017 auf dem Sender CBS. Die deutschsprachige Erstausstrahlung sendeten der deutsche Free-TV-Sender ProSieben und der Schweizer Privatsender 3+ vom 8. Januar 2018 bis zum 6. November 2018.

## Darsteller
| Rollenname                                   | Schauspieler   |
| -------------------------------------------- | -------------- |
| Dr. Leonard Leakey Hofstadter                | Johnny Galecki |
| Dr. Dr. Sheldon Lee Cooper                   | Jim Parsons    |
| Penny Hofstadter                             | Kaley Cuoco    |
| Howard Joel Wolowitz, M. Eng.                | Simon Helberg  |
| Dr. Rajesh „Raj“ Ramayan Koothrappali        | Kunal Nayyar   |
| Dr. Bernadette Maryann Rostenkowski-Wolowitz | Melissa Rauch  |
| Dr. Amy Farrah Fowler                        | Mayim Bialik   |
| Stuart Bloom                                 | Kevin Sussman  |

## Episoden
| Nr. (ges.) | Nr. (St.) | Deutscher Titel                  | Originaltitel                   | Erstausstrahlung USA | Deutschsprachige Erstausstrahlung (D/CH) | Regie           | Drehbuch                                                                                              | Quoten (USA) |
| --- | --------- | -------------------------------- | ------------------------------- | -------------------- | ---------------------------------------- | --------------- | --- | ------------ |
| 232 | 1         | Das Doktor-Ramona-Dankeschön     | The Proposal Proposal           | 25. Sep. 2017        | 8. Jan. 2018                             | Mark Cendrowski | Steve Holland, Maria Ferrari & Tara Hernandez Idee: Chuck Lorre, Eric Kaplan & Jeremy Howe            | 17,65 Mio.   |
| Sheldons Heiratsantrag an Amy wird von einem Anruf von Leonard und Penny unterbrochen. Sheldon erzählt ihnen, dass Stephen Hawking und Amys Vater der Verbindung bereits zugestimmt haben. Amy sagt Ja. Sheldon informiert seine Mutter, Raj, Howard und Bernadette. Er trifft Amys Arbeitskollegen und verärgert Amy durch seine überhebliche Art. Nachdem er sich bei Stephen Hawking Rat geholt hat, versöhnt er sich mit Amy mithilfe eines Avengers-Vergleichs. Nach ihrer Rückkehr nach Pasadena bedankt sich Amy überraschend bei Dr. Ramona Nowitzki. Bernadette ist wieder schwanger und erzählt es zuerst Penny. Howard reagiert geschockt auf Bernadettes erneute Schwangerschaft. Howard und Bernadette schlagen vor, dass Leonard und Penny auch ein Baby bekommen sollen. Raj baggert erfolglos Ramona an und muss erfahren, dass sogar Stuart mehr Glück beim Dating hat als er. |           |                                  |                                 |                      |                                          |                 | |              |
| 233 | 2         | Das Romulaner-Getränk            | The Retraction Reaction         | 2. Okt. 2017         | 15. Jan. 2018                            | Mark Cendrowski | Dave Goetsch, Eric Kaplan & Anthony Del Broccolo Idee: Steven Molaro, Steve Holland & Maria Ferrari   | 14,06 Mio.   |
| Leonard gibt ein Interview im Radio, um Spenden für den Fachbereich einzuwerben. Er stellt sich dabei sehr ungeschickt an, verärgert Sheldon und wird zur Dekanin zitiert, um seine Aussage, die Physik würde sich in einer Sackgasse befinden, zurückzunehmen. Aber selbst Sheldon muss ihm zustimmen. Gemeinsam versuchen sie, die positiven Seiten ihrer Forschung zu betonen. Zur moralischen Unterstützung betrinken sie sich mit romulanischem Ale. Aber auch Howard und Raj können sie nicht aufmuntern. Nach Pennys Intervention suchen sie schließlich das Grab von Richard Feynman und erinnern sich betrunken wieder an ihre Begeisterung für die Physik. |           |                                  |                                 |                      |                                          |                 | |              |
| 234 | 3         | Die Entspannungs-Enttäuschung    | The Relaxation Integration      | 9. Okt. 2017         | 22. Jan. 2018                            | Mark Cendrowski | Maria Ferrari, Andy Gordon & Tara Hernandez Idee: Chuck Lorre, Steve Holland & Adam Faberman          | 13,13 Mio.   |
| Sheldon stürzt sich in die Planungen für die Hochzeit. Da er im Schlaf redet, ist Amy beunruhigt. Sie spielt Aufnahmen seiner entspannten Selbstgespräche Leonard und Penny vor, was Sheldon verärgert. Penny schlägt ihm vor, Entspannungsübungen auszuprobieren. Sein Versuch, Flip-Flops zu kaufen, endet aber in einem Desaster. Er überlässt daraufhin Amy die Hochzeitsplanungen. Bernadette geht mit ihrer neuen Kollegin Ruchi aus. Raj und Stuart kommen dazu und streiten um ihre Gunst. Genervt betont Ruchi schließlich, dass sie derzeit nicht an einer Beziehung interessiert ist. |           |                                  |                                 |                      |                                          |                 | |              |
| 235 | 4         | Die Führerschein-Frage           | The Explosion Implosion         | 16. Okt. 2017        | 29. Jan. 2018                            | Mark Cendrowski | Steve Holland, Eric Kaplan & Jeremy Howe Idee: Bill Prady, Maria Ferrari & Tara Hernandez             | 13,07 Mio.   |
| Howard und Bernadette erfahren, dass sie einen Sohn bekommen. Howard zweifelt an seiner Eignung als Vater eines Jungen, vor allem wegen seiner fehlenden sportlichen Fähigkeiten. Die Clique verweist dagegen auf Howards Ingenieurtalent. Howard, Sheldon und Raj sehen sich Howards Modellraketensammlung an und unterhalten sich über ihre Väter. Der Start einer Modellrakete schlägt fehl. Sheldon nimmt danach Fahrstunden bei Howard, sagt ihm, dass er ein guter Lehrer sei, fährt zu schnell und überlässt einem Polizeibeamten seinen Führerschein. Penny bekommt Anrufe von Leonards Mutter Beverly, die sich mit ihr anfreunden will. Dies stört Leonard, da er sich mit der Hochzeit eigentlich an seiner Mutter rächen wollte. Schließlich hat Leonard eine Aussprache mit seiner Mutter, die ihm mitteilt, dass sie stolz auf ihn ist. Raj unterstützt Bernadette beim Umschneidern von Babykleidung. |           |                                  |                                 |                      |                                          |                 | |              |
| 236 | 5         | Das Erziehungs-Experiment        | The Collaboration Contamination | 23. Okt. 2017        | 5. Feb. 2018                             | Nikki Lorre     | Dave Goetsch, Maria Ferrari & Jeremy Howe Idee: Steven Molaro, Steve Holland & Eric Kaplan            | 13,20 Mio.   |
| Howard hilft Amy bei ihrem neurowissenschaftlichen Projekt, in dem das Ansteuern von Roboterarmen durch Hirnwellen untersucht werden soll. Sheldon ist eifersüchtig auf ihre Zusammenarbeit. Bei einem Besuch in Amys Labor beleidigt er Howard mit mimischen Morsezeichen. Nach der Arbeit streitet er sich mit Amy. Da Amy und Howard auch am Samstag arbeiten, nervt er Bernadette in ihrem Haus. Penny kann Sheldon mithilfe eines Erziehungsratgebers steuern. Bernadette bringt Sheldon dazu, ihre Hausarbeiten zu erledigen, indem sie ihm weismacht, dass er damit Howard verärgern könnte. Vorher vergewissert sie sich, dass Sheldon Tom Sawyer nicht gelesen hat. Als er dies durchschaut, ist er wütend, wird aber von Penny dank des Erziehungsratgebers wieder beruhigt. Sie versucht dies auch bei Leonard. Als Sheldon von dem Ratgeber erfährt, stürmt er erbost aus dem Zimmer. Sauer auf Leonard, Penny, Bernadette und Mark Twain, sieht er sich mit Raj statt Amy einen Film an. |           |                                  |                                 |                      |                                          |                 | |              |
| 237 | 6         | Die Professor-Proton-Renaissance | The Proton Regeneration         | 2. Nov. 2017         | 12. Feb. 2018                            | Mark Cendrowski | Steve Holland, Andy Gordon & Jeremy Howe Idee: Steven Molaro, Dave Goetsch & Alex Yonks               | 14,14 Mio.   |
| Howard zieht sich nach seiner Vasektomie ins Bett zurück. Bernadette ist mit der Situation überfordert und bekommt Bettruhe verordnet. Als Penny sich um das Baby kümmern will, traut ihr das anfangs niemand zu. Ihr erstes Wort Mama richtet die kleine Halley allerdings an Penny. Professor Protons Sendung wird neu produziert. Da der ursprüngliche Schauspieler schon verstorben ist, bewirbt sich Sheldon um die Nachfolge. Nachdem allerdings Wil Wheaton genommen wird, versucht Sheldon erfolglos, ihn davon zu überzeugen, die Rolle abzulehnen und erklärt ihn daraufhin wieder zu seinem Feind. |           |                                  |                                 |                      |                                          |                 | |              |
| 238 | 7         | Die Geologen-Peinlichkeit        | The Geology Methodology         | 9. Nov. 2017         | 19. Feb. 2018                            | Mark Cendrowski | Eric Kaplan, Maria Ferrari & Tara Hernandez Idee: Steve Holland, Anthony Del Broccolo & Adam Faberman | 13,80 Mio.   |
| Der Geologe Bert bietet Sheldon an, gemeinsam Gesteinsproben zu untersuchen, um Hinweise auf dunkle Materie zu finden. Sheldon lehnt zunächst ab, schleicht sich dann aber heimlich in Berts Büro, um zuzustimmen. Er sorgt sich um seinen wissenschaftlichen Ruf, da er mit einem Geologen zusammenarbeitet. Bert beendet schließlich die Kooperation mit Sheldon, als dieser die Arbeit mit Bert vor seinen Freunden leugnet und die Geologie schlechtredet. Sheldon hat daraufhin ein schlechtes Gewissen. Amy rät ihm, nicht darauf zu achten, was andere von ihm denken. Als Sheldon sich bei Bert entschuldigen und erneut mit ihm zusammenarbeiten will, muss er jedoch feststellen, dass Leonard ihm bereits zuvorgekommen ist. Nun ist Sheldon eifersüchtig auf Leonard. Howard begleitet Raj zum Cricket-Schauen. Sie treffen Ruchi, mit der sich Raj angeregt unterhält. Nach einem One-Night-Stand holt sich Raj Rat von Penny, um diese Beziehung nicht gleich wieder zu vermasseln. Raj versucht, sein nächstes Date mit Ruchi locker anzugehen, hat aber bereits starke Gefühle für sie. Raj lässt sich schließlich widerwillig auf eine reine Sexbeziehung mit Ruchi ein. |           |                                  |                                 |                      |                                          |                 | |              |
| 239 | 8         | Die Tesla-Theorie                | The Tesla Recoil                | 16. Nov. 2017        | 26. Feb. 2018                            | Anthony Rich    | Steve Holland, Maria Ferrari & Jeremy Howe Idee: Chuck Lorre, Eric Kaplan & Tara Hernandez            | 13,44 Mio.   |
| Die Clique sieht sich einen Dokumentarfilm über die Fehde zwischen Edison und Tesla an. Sheldon deutet an, dass er mit vier anderen Wissenschaftlern weiterhin für das Militär arbeitet. Colonel Williams von der Air Force bestätigt dies auf Nachfrage. Sheldon hat sich als Teamleiter ausgegeben und benutzt die gemeinsame Forschung mit Leonard und Howard. Diese bezeichnen Sheldon daraufhin als Edison. Mit einer effizienteren Variante von Sheldons Idee versuchen sie, ihn zu übertrumpfen. Sie holen Barry Kripke dazu, der Leonard und Howard aber hintergeht, indem er sich alleine ans Militär wendet. Er gewinnt damit das Rennen. Leonard und Howard müssen einsehen, dass sie wohl Teslas sind. Ruchi und Raj besuchen Bernadette, die weiterhin das Bett hüten muss. Bernadette vermutet, dass Ruchi hinter ihrem Job her ist. Nach dem Sex bestätigt Ruchi dies gegenüber Raj. Als er dies Bernadette mitteilt, macht er sie darauf aufmerksam, dass sich Bernadette genauso intrigant gegenüber früheren Kollegen verhalten hat. Er wirft ihr Heuchelei vor. Als Ruchi erfährt, dass Raj sie verteidigt hat, beendet sie die Sexbeziehung. |           |                                  |                                 |                      |                                          |                 | |              |
| 240 | 9         | Die Bitcoin-Odyssee              | The Bitcoin Entanglement        | 30. Nov. 2017        | 5. März 2018                             | Mark Cendrowski | Dave Goetsch, Maria Ferrari & Anthony Del Broccolo Idee: Steve Holland, Andy Gordon & Jeremy Howe     | 13,84 Mio.   |
| Im Jahr 2010 haben Leonard, Howard und Raj viele Bitcoins gemined, die nun – sieben Jahre später – Tausende von Dollar wert wären. Sheldon war dagegen nicht beteiligt, weil er Angst vor späteren Steuer-Komplikationen hatte. In mehreren Rückblenden wird gezeigt, wie die Bitcoins auf Leonards altem Laptop landeten, den Penny ihrem damaligen Freund Zack gab, nachdem sie sich von Leonard getrennt hatte. In der Gegenwart bekommen Leonard und Penny nun den Laptop von Zack zurück, nachdem dieser ihnen zuerst ein Video zeigt, in dem die betrunkene Penny sich bei Leonard für die Trennung entschuldigt. Die Bitcoins befinden sich jedoch nicht auf diesem Laptop. Sheldon erklärt daraufhin, dass er die Bitcoins auf einen Batman-USB-Stick an Leonards Schlüsselanhänger übertragen hatte, um ihnen eine Lehre zu erteilen. Leider hat Leonard diesen Schlüsselanhänger viele Jahre zuvor verloren. Die letzte Rückblende zeigt, wie Stuart im Jahr 2013 den USB-Stick von Leonard in seinem Laden findet und den Inhalt des USB-Sticks löschen möchte, um ihn für 10 Dollar verkaufen zu können. |           |                                  |                                 |                      |                                          |                 | |              |
| 241 | 10        | Das Hochzeitsplanungs-System     | The Confidence Erosion          | 7. Dez. 2017         | 12. März 2018                            | Mark Cendrowski | Steve Holland, Eric Kaplan & Tara Hernandez Idee: Bill Prady, Maria Ferrari & Adam Faberman           | 14,41 Mio.   |
| Raj möchte eine Modeberatung von Penny, da er sich für einen Job beim Planetarium beworben hat. Sein Bewerbungsgespräch läuft aber schlecht, woraufhin er sich bei seinem Vater darüber beklagt. Er bemerkt, dass er von allen immer nur beleidigt wird und legt die Freundschaft mit Howard auf Eis. Als er sich erneut bewirbt, wird er genommen. Nach einer erfolgreichen ersten Planetariums-Show nimmt er eine Einladung von einer jungen Frau zum Kaffee an. Sheldon und Amy treffen ihre Hochzeitsplanungen abwechselnd. Die nicht zusammenpassenden Vorschläge und anschließenden Tauschaktionen verwandeln ihre Pläne in gegenseitige Rachepläne. Sie einigen sich schließlich darauf, ohne Planung am nächsten Tag im Rathaus zu heiraten. Im letzten Moment möchte Sheldon dann doch eine richtige Hochzeit. Im Rathaus holen sie sich stattdessen eine Genehmigung zur Entsorgung giftiger Abfälle. |           |                                  |                                 |                      |                                          |                 | |              |
| 242 | 11        | Der Hüpfburg-Enthusiasmus        | The Celebration Reverberation   | 14. Dez. 2017        | 19. März 2018                            | Mark Cendrowski | Dave Goetsch, Maria Ferrari & Jeremy Howe Idee: Steve Holland, Eric Kaplan & Alex Ayers               | 13,73 Mio.   |
| Raj möchte immer noch nicht mit Howard sprechen. Howard lädt daraufhin Raj nicht zu Halleys Geburtstagsfeier ein. Sheldon bereitet für Amys Geburtstag ein Wild-West-Szenario inklusive historischen Speisen vor. Amy ist begeistert. Howard bittet Stuart den Geburtstag zu organisieren, dieser sagt aber kurzfristig ab. Howard lädt deshalb Raj wieder ein, der die Party organisieren soll. Raj sagt wegen Halley zu. Aufgrund von verdorbenen Wild-West-Jakobsmuscheln ziehen sich Sheldon und Amy eine Lebensmittelvergiftung zu und verbringen Amys Geburtstag zwangsweise im Bett. Da viele Gäste absagen, wird Halleys Geburtstagsfeier zum Reinfall. Howard und Raj kriegen sich deswegen in die Haare und tragen ihre Differenzen mit wachsendem Vergnügen in der Hüpfburg aus. Auch Sheldon und Amy haben Spaß in der Hüpfburg. |           |                                  |                                 |                      |                                          |                 | |              |
| 243 | 12        | Das Trauzeugen-Testverfahren     | The Matrimonial Metric          | 4. Jan. 2018         | 26. März 2018                            | Mark Cendrowski | Steve Holland, Eric Kaplan & Andy Gordon Idee: Maria Ferrari, Tara Hernandez & Jeremy Howe            | 16,16 Mio.   |
| Amy kann sich nicht entscheiden, ob sie Penny oder Bernadette zu ihrer Trauzeugin machen soll. Mit Sheldon vereinbart sie, die Probanden unter wissenschaftlichen Gesichtspunkten zu testen. Sie stellen ihren Freunden diverse Aufgaben und ermitteln, wie gut sie sie lösen. Sie vergeben dafür Punkte und erfassen sie auf einer Tafel. Als die Freunde sich über eine Sitzplatzaufgabe unterhalten, bemerken sie, dass sie getestet werden und lehnen die Wahl als Trauzeugen kollektiv ab. Sheldon wählt daraufhin kurzerhand Stuart als seinen Trauzeugen. Die Freunde stellen klar, dass Sheldon das nicht anhand von Punktsystemen entscheiden kann. Er entscheidet sich um und wählt schließlich Leonard als seinen Trauzeugen. Penny erkennt, dass sie Amys beste Freundin ist und wird daraufhin Amys Trauzeugin. |           |                                  |                                 |                      |                                          |                 | |              |
| 244 | 13        | Die Watkins-Wahrscheinlichkeit   | The Solo Oscillation            | 11. Jan. 2018        | 9. Apr. 2018                             | Mark Cendrowski | Eric Kaplan, Maria Ferrari & Jeremy Howe Idee: Chuck Lorre, Steve Holland & Anthony Del Broccolo      | 15,93 Mio.   |
| Im Gegensatz zu Howard, Amy, Leonard und Bert arbeitet Sheldon gerade an keinem wissenschaftlichen Projekt. Da er sich deshalb Sorgen macht, wirft er Amy aus der Wohnung, um in Ruhe denken zu können. Zunächst genervt von Anrufen seiner Mutter berechnet er – mangels anderer Ideen – die Wahrscheinlichkeit von Ereignissen, über die er sich mit seiner Mutter am Telefon unterhält. Als Penny mitbekommt, dass Sheldon nur versucht, Zeit totzuschlagen, und die Dunkle Materie nur Sheldons Lückenbüßer-Fachgebiet war, provoziert sie durch gezielte Nachfragen bei Sheldon neue Erkenntnisse zur String-Theorie. Die von Sheldon aus der Wohnung vertriebene Amy führt zusammen mit Leonard anschauliche wissenschaftliche Experimente durch. Nachdem Howard und Raj bei einer Probe ihrer Band die kleine Halley aufgeweckt haben, wird Howard so stark zuhause eingebunden, dass er keine Zeit mehr für die Band findet. Raj holt daraufhin Bert mit in die Band, der geologische Aspekte in die Proben einbringt. Als Howard Bernadette seine Idee eines Astronauten-Musicals näherbringen will, darf er sich wieder in der Band engagieren. Zusammen mit Bert haben Footprints on the Moon einen Auftritt auf einer Bar Mitzwa. |           |                                  |                                 |                      |                                          |                 | |              |
| 245 | 14        | Die Zeitzonen-Klausel            | The Separation Triangulation    | 18. Jan. 2018        | 16. Apr. 2018                            | Mark Cendrowski | Steven Molaro, Steve Holland & Tara Hernandez Idee: Chuck Lorre, Eric Kaplan & Maria Ferrari          | 14,92 Mio.   |
| Raj beginnt eine Beziehung mit einer jungen Frau, die er nach seiner Planetariums-Show kennengelernt hat. Sie hat sich vor zwei Wochen von ihrem Ehemann getrennt, ist aber noch verheiratet. Raj muss nach einer Show ihren Ehemann trösten, der eine Familie gründen wollte und nicht versteht, warum die Beziehung auf einmal zu Ende sein soll. Raj freundet sich mit ihm an und hat Mitleid mit ihm. Sein schlechtes Gewissen führt dazu, dass er seiner neuen Freundin zur Eheberatung rät, was diese ablehnt. Dies führt allerdings dazu, dass ihr Ehemann eine zweite Chance erhält, was Raj mit ihm feiert. Sheldon arbeitet weiter an der String-Theorie und möchte sein altes Zimmer zum Arbeiten benutzen, um Amys Nerven zu schonen. Leonard und Penny sind zuerst skeptisch, willigen dann aber ein. Leonard macht sich Sorgen, da sich Sheldon im Gegensatz zu früher absolut ruhig verhält. Dies nervt sowohl Leonard als auch Amy. Sheldon rettet sich mit einem Trick über die vertragliche Probezeit und erweitert damit seine vertraglichen Rechte. Diese gewohnte Verhaltensweise beruhigt Leonard. |           |                                  |                                 |                      |                                          |                 | |              |
| 246 | 15        | Die Professor-Proton-Personalie  | The Novelization Correlation    | 1. Feb. 2018         | 4. Sep. 2018                             | Mark Cendrowski | Eric Kaplan, Maria Ferrari & Jeremy Howe Idee: Steve Holland, Andy Gordon & Adam Faberman             | 14,69 Mio.   |
| Sheldon möchte sich die neuen Folgen von Professor Proton mit Wil Wheaton nicht ansehen, aber abfällige Internetkommentare dazu schreiben. Amy kann ihn davon überzeugen, Wil Wheaton eine Chance zu geben. Sheldon ist wider Erwarten begeistert, bis Howard als Gast in der Sendung erscheint. Sheldon entschuldigt sich bei Wil, besteht aber darauf, der nächste Gast zu sein. Wil zieht aber Amy als Gast vor. Amy lehnt ab, um Sheldon nicht zu verärgern. Raj und Howard erklären ihm auf Nachfrage, dass sie alle seine Nerven schonen. Sheldon verspricht, sich zu ändern, und erlaubt Amy, in Wils Sendung aufzutreten. Leonard schreibt an seinem Kriminalroman. Bernadette erkennt im Manuskript Bezüge zu Penny wieder, wogegen Penny Bernadette als Vorbild der attraktiven, aber bissigen Illsa erkennen will. Leonard versucht sich herauszureden, indem er seine Mutter als literarisches Vorbild nennt, was angesichts der sexuellen Anspielungen der auf Leonard basierenden Hauptfigur aber zum Scheitern verurteilt ist. Er beendet daraufhin seinen literarischen Ausflug. |           |                                  |                                 |                      |                                          |                 | |              |
| 247 | 16        | Das Babynamen-Theater            | The Neonatal Nomenclature       | 1. März 2018         | 11. Sep. 2018                            | Gay Linvill     | Steve Holland, Tara Hernandez & Adam Faberman Idee: Eric Kaplan, Maria Ferrari & Anthony Del Broccolo | 13,75 Mio.   |
| Bernadette leidet darunter, dass das Baby nicht zum errechneten Geburtstermin kommen will. Auch Sex mit Howard leitet die Wehen nicht ein. Die Freunde versuchen mit unterschiedlichen Methoden, die Zeit bis zur Geburt zu beschleunigen. Sheldon nervt sie mit einem extrem komplizierten Brettspiel. Bernadette möchte, dass ihr Sohn den Namen ihres Vaters, Michael, bekommt. Howard ist dagegen und schlägt verschiedene unpassende Namen vor. Im großen Kreis wird der Name des Babys diskutiert. Als Sheldon völlig abwegige Vorschläge unterbreitet, sich dabei aber immer weiter ins Spiel vertieft, ist Bernadette froh, als endlich die Wehen einsetzen. Howard fährt Bernadette ins Krankenhaus. Bernadette entschuldigt sich für ihr egoistisches Verhalten. Die Freunde unterhalten sich inzwischen über ihre zukünftigen Kinder und deren Namen. Auch Sheldon macht sich Gedanken über Kinder mit Amy. Nach der Geburt verkündet Howard den Namen des Kindes: Neil Michael. |           |                                  |                                 |                      |                                          |                 | |              |
| 248 | 17        | Die Athenaeum-Angelegenheit      | The Athenaeum Allocation        | 8. März 2018         | 18. Sep. 2018                            | Mark Cendrowski | Dave Goetsch, Eric Kaplan & Maria Ferrari Idee: Steve Holland, Steven Molaro & Tara Hernandez         | 13,88 Mio.   |
| Howard und Bernadette kümmern sich zuhause um ihre Kinder. Allerdings steht bereits die Frage im Raum, wer von beiden nicht wieder arbeiten gehen soll. Howard möchte beweisen, dass er sich auch ganz alleine um die Kinder kümmern kann. Nach kurzem Zögern stürzt sich Bernadette wieder in die Arbeit. Raj hilft dem völlig überforderten Howard mit den Kindern. Beide Elternteile möchten schließlich wieder arbeiten und beklagen den fehlenden Schlaf. Sheldon und Amy verteilen die Save-the-Date-Karten für ihre Hochzeit am 12. Mai. Als Ort für die Trauung sehen sie sich den angeblich sehr exklusiven Athenaeum-Club in der CalTech an. Dabei stellt sich heraus, dass Leonard Sheldon weisgemacht hat, dass eine Mitgliedschaft im Club nur schwer zu erreichen ist, er aber selbst bereits Mitglied ist. Amy versucht den Club am 12. Mai zu buchen, muss aber feststellen, dass Barry Kripke da bereits seine Geburtstagsfeier ausrichtet. Sheldon versucht ihn erfolglos zu überzeugen, woanders zu feiern. Erst Leonard kann ihn überzeugen, muss dafür aber Barrys dreckige und leicht radioaktive Fässer reinigen. Zusammen mit Sheldon plant er Rache an Barry, zieht aber nur Sheldon mit hinein. Da Barry fordert, auf der Hochzeit singen zu dürfen, wollen Amy und Sheldon die Ortswahl noch mal überdenken, was Leonard unter Verweis auf die erbrachten Opfer aber vehement ablehnt. |           |                                  |                                 |                      |                                          |                 | |              |
| 249 | 18        | Die Bill-Gates-Begegnung         | The Gates Excitation            | 29. März 2018        | 25. Sep. 2018                            | Mark Cendrowski | Steve Holland, Tara Hernandez & Jeremy Howe Idee: Eric Kaplan, Maria Ferrari & Andy Gordon            | 13,26 Mio.   |
| Penny verkündet, dass Bill Gates die Firma, für die sie arbeitet, besuchen möchte. Sheldon hält dies zunächst für einen Aprilscherz. Leonard möchte unbedingt sein Idol treffen und wartet (ohne dass Penny davon weiß) zusammen mit Howard und Raj in der Lobby des Hotels, in dem sich Bill Gates aufhält. Wie bei der letzten Begegnung fängt er in Gegenwart von Bill Gates zu weinen an und ruiniert diesmal sogar Gates Krawatte. Als Sheldon von der Begegnung erfährt, wird er zunächst von Leonard und dann von Howard zu falschen Hotels geschickt. Als Penny für Leonard ein Treffen mit Bill Gates arrangiert, stellt sich Leonard krank und bleibt zuhause, um sich nicht nochmal zu blamieren. In einem Videoanruf erfährt Penny von dem Treffen, als Bill Gates Leonard erkennt. Sheldon nimmt an, dass eine geplante Entschuldigung von Leonard gegenüber Penny ihm gelte und ist nicht mehr sauer auf Leonard. Bernadettes Gehirn wird von ihren Mutterinstinkten dominiert, was dazu führt, dass sie nur noch über ihre Kinder sprechen kann. Amy erklärt ihr, dass diese Veränderungen ihres Gehirns positiv sind. Bernadette nutzt die vergrößerte Aufnahmefähigkeit ihres Gehirns, um sich astronomisches Wissen anzueignen. |           |                                  |                                 |                      |                                          |                 | |              |
| 250 | 19        | Das Machtwechsel-Modell          | The Tenant Disassociation       | 5. Apr. 2018         | 2. Okt. 2018                             | Mark Cendrowski | Dave Goetsch, Eric Kaplan & Maria Ferrari Idee: Steve Holland, Jeremy Howe & Trevor Alper             | 13,00 Mio.   |
| Nachdem Sheldon einen vor dem Haus parkenden und eifrig besuchten Sandwich-Wagen vertrieben hat, stellt sich heraus, dass er der Vorsitzende und alleiniges Mitglied der Mietergemeinschaft ist. Penny und Leonard beantragen seine Abwahl, was von Amy aber aus Loyalitätsgründen verhindert wird. Sie schlägt vor, die anderen Mieter zusammenzurufen, um einen neuen Vorsitz zu wählen, was aber scheitert. Sheldon lässt sich schließlich dank eines Superheldenvergleichs überzeugen, den Vorsitz an Leonard zu übergeben, kündigt aber sogleich an, eine harte Opposition zu bilden. Daraufhin bereut Leonard seine Entscheidung. Howard und Raj finden neben dem Whirlpool der Wolowitz eine Flugdrohne. Bernadette schlägt vor, den Besitzer oder die Besitzerin anhand der Daten auf der Videokarte zu finden. Stuart identifiziert eine auf dem Video zu sehende Kundin des Comicbuchladens als Cynthia, die er mit einem „Lächeln“ in die Flucht geschlagen hat. Er gibt Howard und Raj ihre Adresse. Raj erhofft sich Chancen bei ihr und bekommt bei der Rückgabe der Drohne auch prompt ihre Handynummer. Seine allzu deutlichen Aussagen auf der Videokarte der Drohne scheinen seine Hoffnungen aber zunichte zu machen. |           |                                  |                                 |                      |                                          |                 | |              |
| 251 | 20        | Der Waldmensch Wolcott           | The Reclusive Potential         | 12. Apr. 2018        | 9. Okt. 2018                             | Mark Cendrowski | Steve Holland, Eric Kaplan & Adam Faberman Idee: Maria Ferrari, Anthony Del Broccolo & Tara Hernandez | 12,77 Mio.   |
| Der berühmte (und paranoide) Stringtheoretiker Dr. Robert Walcott lädt Sheldon in seine Waldhütte ein. Gemeinsam mit Leonard, Howard und Raj macht sich Sheldon auf den Weg. Dr. Walcott sammelt ihre Handys ein und lässt Sheldon seine mehrfach verschlüsselten Aufzeichnungen lesen. Nachdem Dr. Walcott von seiner Fernbeziehung erzählt hat und zum Kaninchenjagen gegangen ist, wird sich Sheldon klar, dass ihm Amy fehlt und er nach Hause fahren möchte. Ohne sich zu verabschieden verlassen sie die Waldhütte. Amy feiert ihren Junggesellinnenabschied. Penny und Bernadette organisieren ein Quiltkränzchen. Da dies nicht Amys Vorstellung entspricht, verlagern sie die Party in eine Bar, in der Amy nach dem Genuss von Alkohol bereits nach zwölf Minuten einschläft. Als sie in der Wohnung der Hofstadters aufwacht, machen ihr Penny und Bernadette weis, sie hätte auf dem Tresen und mit Strippern getanzt. Amy und Sheldon versichern sich erneut, einander zu lieben. |           |                                  |                                 |                      |                                          |                 | |              |
| 252 | 21        | Der Kometen-Klau                 | The Comet Polarization          | 19. Apr. 2018        | 16. Okt. 2018                            | Mark Cendrowski | Maria Ferrari, Andy Gordon & Tara Hernandez Idee: Steve Holland, Bill Prady & Eric Kaplan             | 12,91 Mio.   |
| Die Freunde treffen sich auf dem Dach, um den Merkur durch ein Teleskop zu beobachten. Penny entdeckt beim Blick durch das Teleskop einen Himmelskörper. Raj bestätigt, dass es sich um einen bisher unbekannten Kometen handelt. Da er nur seinen Namen ins Entdeckungsformular geschrieben hat, löst er einen heftigen Streit mit Penny aus, die die Entdeckung für sich reklamiert. Leonard versucht, zwischen den Parteien zu verhandeln. Penny bringt Raj schließlich dazu, die Sache zu regeln. Stuarts Comicbuchladen wird von Neil Gaiman besucht und lobend auf Twitter erwähnt, was zu einem Besucheransturm auf den Laden führt. Als Stuart eine neue Mitarbeiterin namens Denise einstellt, stürmt Sheldon zunächst erbost aus dem Laden, testet dann aber erfolgreich ihr Comicfachwissen. Als er vor Amy von ihr schwärmt, möchte Amy von Denise die Begeisterung für Comics lernen, um Sheldon zu beeindrucken. Dieser hat aber erstmal genug von dem Thema. |           |                                  |                                 |                      |                                          |                 | |              |
| 253 | 22        | Der Hochzeitskleid-Hype          | The Monetary Insufficiency      | 26. Apr. 2018        | 23. Okt. 2018                            | Nikki Lorre     | Steve Holland, Eric Kaplan & Jeremy Howe Idee: Dave Goetsch, Maria Ferrari & Tara Hernandez           | 11,79 Mio.   |
| Um seine wissenschaftlichen Theorien beweisen zu können, müsste Sheldon ein mikroskopisches Schwarzes Loch erschaffen, wofür er 500 Millionen Dollar benötigt. Penny und Amy raten ihm, die Gesamtsumme nicht sofort zu nennen, sondern in kleinen Schritten vorzugehen. Beim Präsidenten der Universität scheitert er damit dennoch. Um an das Geld zu kommen, dreht er ein Video, versucht Investoren zu überzeugen und verkauft seine Comicsammlung. Raj schlägt vor, es mit Glücksspiel in Las Vegas zu versuchen. Da Sheldon gegenüber der Security bereitwillig seine Zählstrategie zugibt, bekommt er Hausverbot im Casino. Penny und Bernadette beraten Amy bei der Wahl des Brautkleids. Amy entscheidet sich schließlich für ein völlig überdimensioniertes Kleid. Die Freundinnen versuchen, ihr das wieder auszureden, verletzen damit aber Amys Gefühle. Als sie das Kleid kurz vor dem Zurückschicken noch einmal trägt, wird sie von Sheldon überrascht, der von dem Kleid völlig begeistert ist. |           |                                  |                                 |                      |                                          |                 | |              |
| 254 | 23        | Die Reifendoktor-Reise           | The Sibling Realignment         | 3. Mai 2018          | 30. Okt. 2018                            | Mark Cendrowski | Dave Goetsch, Maria Ferrari & Jeremy Howe Idee: Steve Holland, Eric Kaplan & Anthony Del Broccolo     | 12,93 Mio.   |
| Sheldons Mutter besteht darauf, dass er seinen Bruder zu seiner Hochzeit einlädt. Da sein Bruder George seine Anrufe ignoriert, fliegt Sheldon mit Leonard nach Texas. George lehnt die Einladung zunächst vehement ab. Leonard versucht zu vermitteln und findet mit George eine gemeinsame Gesprächsbasis. Dieser spricht sich mit Sheldon aus und kann ihm klarmachen, dass er ihn immer nur beschützen wollte. George akzeptiert schließlich die Einladung. Beide Kinder der Wolowitz haben eine Bindehautentzündung. Diese überträgt sich auf Howard, Bernadette, Raj und Amy. Alle sind sauer auf Penny, da diese sich nicht infiziert hat. Die Infektion stellt sich als bakteriell heraus. Amy kann Sheldon davon überzeugen, noch ein paar Tage in Texas zu bleiben, ohne die Erkrankung zu offenbaren. In der Schlange in der Apotheke trifft Raj eine Frau, die ebenfalls unter einer bakteriellen Bindehautentzündung leidet und lädt diese als seine Begleitung zur Hochzeit ein. |           |                                  |                                 |                      |                                          |                 | |              |
| 255 | 24        | Die Hochzeitsüberraschung        | The Bow Tie Asymmetry           | 10. Mai 2018         | 6. Nov. 2018                             | Mark Cendrowski | Steve Holland, Eric Kaplan & Tara Hernandez Idee: Chuck Lorre, Steven Molaro & Maria Ferrari          | 15,51 Mio.   |
| Zur unmittelbar bevorstehenden Hochzeit von Amy und Sheldon treffen Sheldons Schwester Missy, sein Bruder George und Sheldons Mutter ein. Auch Amys Eltern reisen an. Howard findet den Hund von Mark Hamill, Bark. Als Finderlohn soll nun Mark Hamill statt Wil Wheaton die Trauung vollziehen. Wil ist darüber nicht sehr erfreut. Mark Hamill schnappt sich kurzerhand Wils über Nacht geschriebene Rede. Da Sheldon einer spontanen Eingebung folgend, inspiriert von Amy, eine Super-Asymmetrie-Theorie entwirft, die auch Amy und Leonard in ihren Bann zieht, muss Mark Hamill zur Überbrückung Fragen zu Star Wars beantworten. Stuart beeindruckt seine Assistentin aus dem Comicbuchladen, die er als seine Begleitung mitgebracht hat, durch erstaunliches Fachwissen. Penny muss Amys herrische Mutter in die Schranken weisen. Nachdem Amy und Sheldon sich endlich von ihrer Forschung losgerissen haben, führt Mark Hamill die Trauung durch und beide rühren ihn mit ihren Gelübden zu Tränen. Zum Abschied singt Barry Kripke. |           |                                  |                                 |                      |                                          |                 | |              |